# Mon oncle d'Amérique
Pour l’article homonyme, voir Mon oncle d'Amérique (film, 1926).
Pour plus de détails, voir Fiche technique et Distribution.
Mon oncle d'Amérique est un film français réalisé par Alain Resnais et sorti en 1980.

## Synopsis
Le professeur Henri Laborit intervient au cours de trois récits entremêlés pour expliquer ce que nous savons aujourd'hui du comportement humain :
Jean Le Gall, issu de la bourgeoisie, ambitieux, mène une carrière politique et littéraire. Pour la comédienne Janine Garnier, il abandonne sa femme et ses enfants. Janine a quitté sa famille, de modestes militants communistes, pour vivre sa vie. À la demande de la femme de Jean, qui prétend être malade et condamnée, elle le quitte, puis devient conseillère d'un groupe textile où elle doit résoudre le cas difficile de René Ragueneau, fils de paysan, catholique, devenu directeur d'usine.
Le film se déroule en permanence sur trois niveaux : l'histoire racontée, les représentations mentales des protagonistes influencées par le cinéma et par leurs souvenirs propres, et des images d'expérience sur les rats n'ayant pas de rapport évident sur le moment, mais qui deviennent éclairantes sur le comportement des personnages à la fin du film.
Selon Laborit, la conduite est réglée par quatre éléments : la consommation (boire, manger et copuler), la gratification, la punition (avec pour issues la lutte ou la fuite) et enfin l'inhibition de l'action.
Il reprend la théorie de Paul D. MacLean des trois niveaux cérébraux (ou « cerveau triunique », qui guidait la réflexion neuroscientifique à l'époque) :
- un cerveau reptilien, commun à tout le règne animal, qui assure nos réflexes de survie et qui dirige notre comportement de consommation ;
- un deuxième « cerveau », le cerveau limbique, commun à tous les mammifères, celui de la mémoire, qui guide notre comportement de récompense : il nous fait fuir les expériences que l'on a connues douloureuses (Chat échaudé craint l'eau froide) et agir pour rechercher le plaisir. Si toutes les issues sont bouchées, l'inhibition de l'action provoque le stress et déclenche des maladies ;
- notre troisième « cerveau », le néocortex, plus développé chez l'espèce humaine, permet d'associer des idées provenant d'expériences différentes plus abstraites. Il ne nous sert hélas bien souvent qu'à tenir un discours qui permet de justifier nos deux premiers comportements.

Le néocortex devrait nous permettre de comprendre que ces deux premiers cerveaux n'instaurent que des comportements de domination entre les humains. Or l'humain n'est fait que de son contact avec les autres humains. Ne pas être conscient qu'il faut au moins canaliser les instincts de domination (puisque nous ne pouvons les éliminer) ne peut conduire qu'au malheur individuel et collectif. Ainsi, selon Laborit qui conclut le film, connaître ces mécanismes ne permettrait certes pas de les éliminer, mais au moins de les utiliser pour faire autre chose, de même que l'étude patiente des lois du mouvement n'a nullement supprimé la gravité, mais nous a permis néanmoins d'aller sur la Lune ! 
Contrairement à ce qui est généralement admis : « le cerveau n'est pas le centre de la pensée mais celui de l'action ».

## Fiche technique
- Titre : Mon oncle d'Amérique
- Réalisateur : Alain Resnais
- Scénario et dialogues : Jean Gruault, inspiré des travaux du professeur Henri Laborit
- Photographie : Sacha Vierny
- Caméra : Philippe Brun
- Musique : Arié Dzierlatka
- Décors : Jacques Saulnier
- Montage : Albert Jurgenson
- Son : Jean-Pierre Ruh, Jacques Maumont, Georges Prat
- Assistants de réalisation : Jean Léon, Florence Malraux, Guy Pinon
- Production : Les Productions Philippe Dussart, Gaumont, Andréa Films, T.F.1
- Producteur : Philippe Dussart
- Directeurs de production : Michel Fauré, Arlette Danis
- Début du tournage : 28 septembre 1979
- Lieux de tournage : Cergy, Éragny, Golfe du Morbihan, Arradon, Îles Logoden, Café de la Gare
- Date de sortie : 21 mai 1980
- Pellicule : 35mm, en couleurs et en noir et blanc - ratio : 1,66:1 - Son : Mono
- Genre : Comédie dramatique, Film choral
- Durée : 125 minutes

## Distribution
- Roger Pierre : Jean Le Gall
- Nicole Garcia : Janine Garnier
- Gérard Depardieu : René Ragueneau
- Pierre Arditi : Zambeaux, le représentant de la direction générale à Paris
- Gérard Darrieu : Léon Veestrate
- Philippe Laudenbach : Michel Aubert
- Marie Dubois : Thérèse Ragueneau
- Henri Laborit : lui-même
- Nelly Borgeaud : Arlette Le Gall
- Bernard Malaterre : le père de Jean
- Laurence Roy : la mère de Jean
- Alexandre Rignault : le grand-père de Jean
- Véronique Silver : la mère de Janine
- Jean Lescot : le père de Janine
- Geneviève Mnich : la mère de René
- Maurice Gauthier : le père de René
- Guillaume Boisseau : Jean enfant
- Ina Bedart : Janine enfant
- Ludovic Salis : René enfant
- François Calvez : René adolescent
- Stephanie Loustau : Janine adolescente
- Monique Mauclair : l'institutrice
- Damien Boisseau : Jean adolescent
- Gaston Vacchia : Henri, l'oncle de René
- Bertrand Lepage : Maurice, le frère de René
- Jean-Philippe Puymartin : Jean jeune homme
- Catherine Frot : Arlette jeune fille (première apparition à l'écran)
- Valérie Dréville : Thérèse jeune fille
- Brigitte Roüan : l'amie de Janine
- Max Vialle : Jean-Marie Laugier, le metteur en scène
- Yves Peneau : un comédien
- Jean-Bernard Guillard : un comédien
- Laurence Février : une comédienne
- Charlotte Bonnet : la secrétaire de M. Louis
- Jean Dasté : M. Louis
- Anne-Christine Joinneau : la fille de Jean
- Sébastien Drai : le fils de Jean
- Marjorie Godin : la secrétaire de l'usine
- Liliane Gaudet : Mme Arnal
- Isabelle Ganz : Josyane
- Maria Laborit : la troisième secrétaire de Jean
- Albert Médina : Bozon-Vandrieux
- Laurence Badie : Mme Veestrate
- Carène Ferrey : la première fille de René
- Sabine Thomas : la seconde fille de René
- Catherine Serre : la secrétaire de la direction générale
- Jacques Rispal : l'homme bousculé par René
- Héléna Manson : la logeuse de René à Cholet
- Serge Feuillard : le médecin des urgences
- Gilette Barbier : Mme Landais
- Dominique Rozan : le sénateur
- Michel Muller (comédien) : le garde-chasse
- Christian Chauvaud
- Luc Bernard
- Dorothée : récitante (voix)

Images d'archives
- Danielle Darrieux
- Jean Gabin
- Jean Marais

## Production
Le monteur du film, Albert Jurgenson, qui a travaillé sur de nombreux films d'Alain Resnais, considère que Mon oncle d'Amérique est un film réalisé pour explorer les possibilités offertes par le montage cinématographique. Sur le montage de ce film, il a dû inventer une nouvelle manière de travailler, car « toutes les méthodes [qu'il avait] employées sur des films précédents devenaient caduques. »
Le film est composé d'éléments de natures différentes : la fiction tournée avec les comédiens, les photos prises par Resnais et banc-titrées, les séquences de « semi-reportage » avec Henri Laborit, un autre reportage sur les rats de laboratoire et enfin les extraits de films (archives) dans lesquels  apparaissent Danielle Darrieux, Jean Gabin, Jean Marais et Pierre Frenay. Ces divers éléments ne sont pas tous arrivés en même temps en salle de montage alors qu'ils devaient s'entrecroiser dans le film final, une séquence de fiction pouvant par exemple intégrer un extrait d'archives ou une intervention du professeur Laborit. Le texte de Laborit n'était pas précisément écrit, Alain Resnais ayant défini quels thèmes allaient être abordés sans lui donner un texte précis comme à un acteur.
Le début du film, une séquence composée de photographies sur lesquelles s'entendent les voix off des personnages, de la narratrice et de Laborit « est un exemple typique d'une séquence impossible à monter sans le son. » Les textes des acteurs et de la narratrice étaient évidemment écrits, mais la voix off de Laborit avait été enregistrée en son-témoin, devant être ré-enregistrée plus professionnellement par la suite. Néanmoins, Laborit n'étant pas comédien, il lui a été impossible de redire avec naturel son texte ; Alain Resnais tenant particulièrement au débit du professeur lorsqu'il parle naturellement, l'enregistrement en son-témoin, tout de même d'une bonne qualité, a finalement été gardé dans le montage final.
La fiction a été tournée en premier, en y prévoyant les interventions en voix off de Laborit. Par exemple un plan sur Jean qui marche sur son île a été tourné dans une durée très longue de manière à pouvoir y placer une future voix off. Dans les premières étapes du montage, néanmoins, Albert Jurgenson a mis ce plan dans une durée normale dans le film, sans mettre la longueur qui pouvait paraître injustifiée tant que la voix off n'était pas enregistrée. Il avait pris l'habitude de noter sur la pellicule de combien il pouvait éventuellement rallonger ce type de plan, et les rallongeait une fois que la voix off lui parvenait.
Les séquences ont été montées dans un premier temps séparément, en attendant les éléments qui pouvaient les relier.
Henri Laborit avait proposé comme titre pour le film Les Somnambules mais Alain Resnais a refusé car pour lui le titre était déjà pris par le livre d'Arthur Koestler, un auteur qu'il apprécie. Un autre titre envisagé semble être Dieu ne peut rien pour nous, il serait visible sur les claps dans les bonus du DVD du film.
Les nombreuses scènes de l'île bretonne ont été tournées sur les Îles Logoden dans le Golfe du Morbihan.

## Accueil

### Box-office
| Pays             | Box-office      | Nbre de sem. | Classement TLT | Source |
| Box-office Paris | 369 186 entrées | 9 sem.       | -              |        |

### Récompenses
- Prix Méliès en 1980
- Festival de Cannes 1980[9] : 
  - Prix FIPRESCI du Festival de Cannes
  - Grand Prix Spécial du Jury à l'unanimité
- Oscars 1981 : nomination à l'Oscar du meilleur scénario original pour Jean Gruault

### Critiques
À sa sortie, de nombreuses critiques se sont élevées contre le film dans le milieu scientifique. La revue Pandore écrira ainsi par la plume d'un biologiste, dans un article intitulé « Wilson, mon oncle d'Amérique » (il y a peut-être, dans cette critique, une confusion entre « biologie » et « biologie du comportement » ; cela pourrait expliquer sa surprenante virulence) :

« Depuis le Hasard et la Nécessité de Monod nous ne cessons de tomber plus bas. […] voici maintenant le Biocinéma avec Laborit en voix off qui explique à Resnais les ressorts cachés des êtres de chair et de celluloïd. […] Qu'un homme comme Resnais puisse trouver originales les platitudes de Laborit — très 1880 — en dit long sur notre inculture. C'est le retour du refoulé. À force d'avoir avivé la cassure entre nature et culture, méprisé l'objectivité ; à force d'avoir rejeté les sciences pour se mettre à l'écoute du « signifiant », voilà que le corps revient par des lapsus, des cadavres exquis et des actes manqués […] »

« Avec Laborit en voix off, c'est un mythe qui s'effondre : on peut être rejeté comme lui par l'establishment savant et quand même crétin. […] Où en sommes-nous pour prendre la théorie des trois cerveaux ou le réflexe de Pavlov pour de la biologie ? À moins que Resnais n'ait voulu ridiculiser les savants en opposant la bêtise du commentaire à la richesse des situations qu'il inventait. […] la biologie […] ne se réduit pas au libéralisme timide de Wilson, au racisme primaire de Bonnet-Benoist-Christen ou aux réflexes conditionnés de Laborit […] »